# Faronta obscurior
Faronta obscurior är en fjärilsart som beskrevs av Smith 1902. Faronta obscurior ingår i släktet Faronta och familjen nattflyn. Inga underarter finns listade i Catalogue of Life.